# Janosch Brugger
Janosch Brugger, född 6 juni 1997 i Titisee-Neustadt, är en tysk längdskidåkare som debuterade i världscupen den 8 mars 2017 i Drammen i Norge. Hans första pallplats i världscupen kom när han hade snabbaste åktiden vid jaktstarten på 15 km den 2 december 2018 i Lillehammer i Norge.
Brugger blev världsmästare i klassisk sprint vid Juniorvärldsmästerskapen i nordisk skidsport 2017.